# Consolation (album de Kalafina)
Pour les articles homonymes, voir Consolation.
Albums de Kalafina
After Eden
(2011) Far on the Water
(2015)
Lives par Kalafina
Kalafina 5th Aniversary Live Selection 2009-2012
(2013)
Compilations par Kalafina
The Best Blue and Red
(2014)
Singles
Consolation est le 4e album de Kalafina sorti sous le label Sony Music Entertainment Japan le 20 mars 2013 au Japon.

## Présentation
Il arrive 3e à l'Oricon. Il se vend à 19 578 exemplaires la première semaine et est resté classé 14 semaines pour un total de 32 803 exemplaires vendus, avant de revenir dans les charts pour une 15e semaine portant le total de ventes à 33 096 exemplaires. Cinq chansons viennent de leurs précédents singles, To the beginning, moonfesta et Hikari Furu. Il sort en format CD, CD+DVD et CD+BluRay.

## Liste des titres
Toutes les chansons sont écrites et composées par Yuki Kajiura.
| 1.  | Al Fine                               | 1:48 |
| 2.  | Consolation                           | 5:12 |
| 3.  | Moonfesta (moonfesta~ムーンフェスタ)  | 4:28 |
| 4.  | Door                                  | 5:27 |
| 5.  | Mirai (未来)                          | 4:17 |
| 6.  | Hanataba (花束)                       | 4:50 |
| 7.  | Signal                                | 4:57 |
| 8.  | Obbligato                             | 6:13 |
| 9.  | Kiichigo no shigemi ni (木苺の茂みに) | 3:16 |
| 10. | Manten (満天)                         | 5:16 |
| 11. | To the beginning                      | 4:17 |
| 12. | Hikari Furu (ひかりふる)              | 4:49 |
| 13. | Yume no daichi (夢の大地)             | 4:02 |

| 1. | Yume no daichi (夢の大地)         |  |
| 2. | Document Of Animagic 2012 In Bonn |  |